# Khrapkí
Khrapkí (en rus: Храпки) és un poble de l'óblast de Vladímir, a Rússia, segons el cens del 2010 tenia 170 habitants. Pertany al districte de Kirjatx.